# Xã Loud, Michigan
Xã Loud (tiếng Anh: Loud Township) là một xã thuộc quận Montmorency, tiểu bang Michigan, Hoa Kỳ. Năm 2010, dân số của xã này là 293 người.